# Les Géants (film, 2011)
Pour les articles homonymes, voir Les Géants.
Pour plus de détails, voir Fiche technique et Distribution.
Les Géants est un film belge de Bouli Lanners sorti le 2 novembre 2011 en Belgique. Il a été présenté en mai 2011 à la Quinzaine des réalisateurs lors du Festival de Cannes 2011 et fut l'un des films les plus en vue de l'année cinématographique belge 2012, notamment avec cinq prix obtenus sur douze nominations aux Magritte du cinéma.

## Synopsis

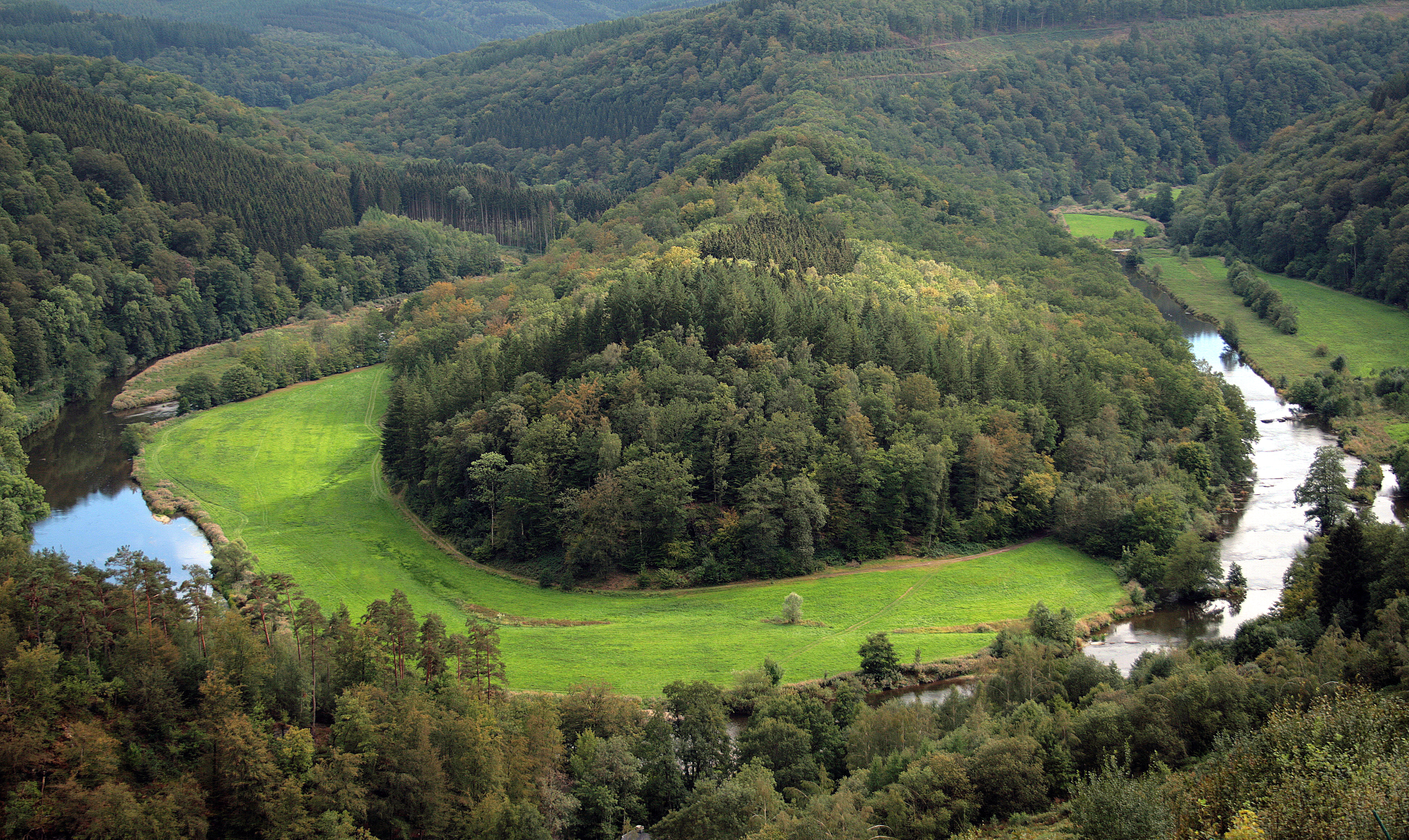
Paysage ardennais le long de la Semois, le Tombeau du Géant vu depuis le village de Botassart, cadre du film.

Deux frères, Seth et Zak, adolescents de 15 et 13 ans, sont livrés à eux-mêmes durant l'été, dans la maison de leur grand-père en Ardenne, après que leur mère est partie pour une raison obscure, ne prenant de leurs nouvelles par téléphone que de manière occasionnelle. Ils font la connaissance de Danny, un jeune de leur âge, qui traîne lui aussi durant ses journées, tandis que son frère aîné s'adonne à divers trafics avec un couple de Wallons impliqués dans la production et la revente de drogue.
Après plusieurs semaines de débrouille, Seth et Zak sont à court d'argent et se voient proposer par Danny de louer leur maison au patron de son frère pour le conditionnement et le stockage discret de la drogue. À trois, ils décident de camper près d'une rivière. Ils trouvent refuge dans une maison cossue dans laquelle ils pénètrent par effraction. Au matin d'une nuit d'ivresse et d'expériences capillaires, ils sont forcés de fuir en toute hâte, à la venue des propriétaires, sans l'essentiel de leurs effets. Errant sur les routes, ils sont recueillis par Rosa qui, attendrie par ces enfants, les nourrit et les vêt.
Chassés de leur maison par le trafiquant de drogue et comprenant qu'ils se font avoir par celui-ci, ils se retrouvent à la rue sans ressources. Après avoir passé la nuit dans une cabane au bord de l'eau, celle-ci s'effondre et doivent  la quitter. Confrontés une dernière fois au trio de trafiquants pour réclamer leur dû, une violence altercation éclate et les met en déroute. Ils trouvent à nouveau refuge chez Rosa puis décident de tout abandonner, jusqu'au dernier lien qui les reliait à leurs parents, pour descendre la rivière vers une nouvelle vie.

## Fiche technique
- Titre : Les Géants
- Réalisation : Bouli Lanners
- Scénario : Bouli Lanners et Élise Ancion
- Photographie : Jean-Paul De Zaeytijd
- Son : Marc Bastien et Philippe Kohn
- Décors : Paul Rouschop
- Costumes : Élise Ancion
- Montage : Ewin Ryckaert
- Production : Jacques-Henri Bronckart, Carole Scotta, Jani Thiltges
- Société de production : Versus Production
- Distribution : Haut et Court
- Musique originale : Bram Van Parys, connu sous le nom d'artiste de The Bony King of Nowhere (nl)
- Pays de production :  Belgique
- Langue : français
- Format : Couleurs - 2,35:1 - Son Dolby Digital - 35 mm
- Genre : comédie dramatique
- Durée : 85 minutes
- Dates de sortie :
  - France 20 mai 2011 au Festival de Cannes
  - Belgique : 12 octobre 2011
  - France : 2 novembre 2011
- Lieux de tournage : Ardenne belge, Grand-Duché de Luxembourg

## Distribution
- Marthe Keller : Rosa
- Martin Nissen : Seth
- Zacharie Chasseriaud : Zak
- Paul Bartel : Danny
- Karim Leklou : Angel
- Didier Toupy : le dealer
- Gwen Berrou : Martha
- Jean-François Wolff : Le chef des déménageurs

## Accueil critique et public
Sur l'ensemble de sa période d'exploitation en salles, le film a totalisé 30 042 entrées en France.

## Prix et distinctions

### Prix
| Année | Cérémonie ou récompense                             | Prix                                     | Catégorie / Lauréat(es)                                    |
| ----- | --------------------------------------------------- | ---------------------------------------- | ---------------------------------------------------------- |
| 2011  | Festival de Cannes                                  | Prix SACD                                | Meilleur film                                              |
| 2011  | Festival de Cannes                                  | Art Cinema Award                         | Meilleur film                                              |
| 2011  | Festival international du film francophone de Namur | Bayard d'or de la meilleure photographie | Jean-Paul De Zaeytijd                                      |
| 2011  | Festival international du film francophone de Namur | Bayard d'or du meilleur acteur           | ex æquo Zacharie Chasseriaud, Martin Nissen et Paul Bartel |
| 2011  | Festival international du film de Dieppe            | Grand Prix du meilleur film              |                                                            |
| 2012  | Magritte du cinéma                                  | Meilleur film                            |                                                            |
| 2012  | Magritte du cinéma                                  | Meilleur réalisateur                     | Bouli Lanners                                              |
| 2012  | Magritte du cinéma                                  | Meilleure image                          | Jean-Paul De Zaeytijd                                      |
| 2012  | Magritte du cinéma                                  | Meilleure musique originale              | Bram Van Parys                                             |
| 2012  | Magritte du cinéma                                  | Meilleure actrice de second rôle         | Gwen Berrou                                                |

### Nominations
| Année | Cérémonie ou récompense                             | Nomination                          | Catégorie / Lauréat(es) |
| ----- | --------------------------------------------------- | ----------------------------------- | ----------------------- |
| 2011  | Festival de Cannes                                  | Prix Europa Cinema                  | Meilleur film           |
| 2011  | Festival international du film francophone de Namur | Bayard d'or de la meilleure actrice | Marthe Keller           |
| 2012  | Magritte du cinéma                                  | 7 autres nominations                |                         |